# پروتون پرسونا
پروتون پرسونا (Proton Persona) خودرویی است که از سال ۱۹۹۳ تا به امروز تولید شده‌است. طراحی آن خودروهای موتور جلو-محور جلو بوده. نسل اول آن کاملاً شبیه به پروتون ویرا بود. نسل دوم آن هم صرفاً نسخه صندوقدار خودروی جن ۲ بود. نسل سوم هم نسخه صندوقدار مدل آیریز (Iriz) دیگر محصول این کمپانی است. 

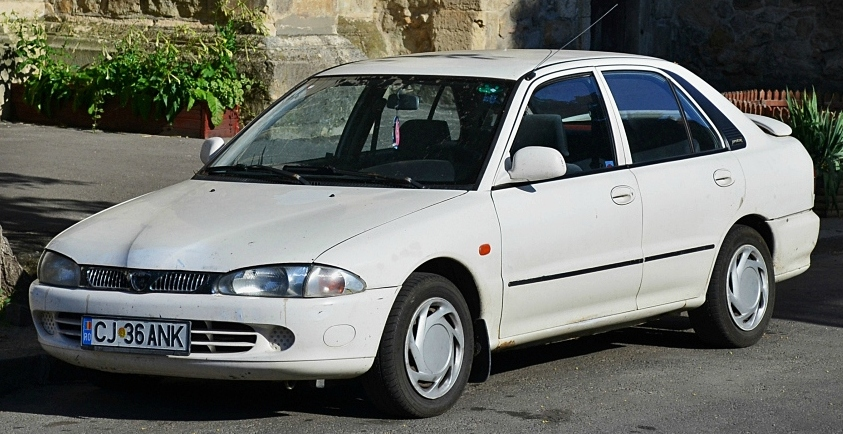
نسل اول پرسونا
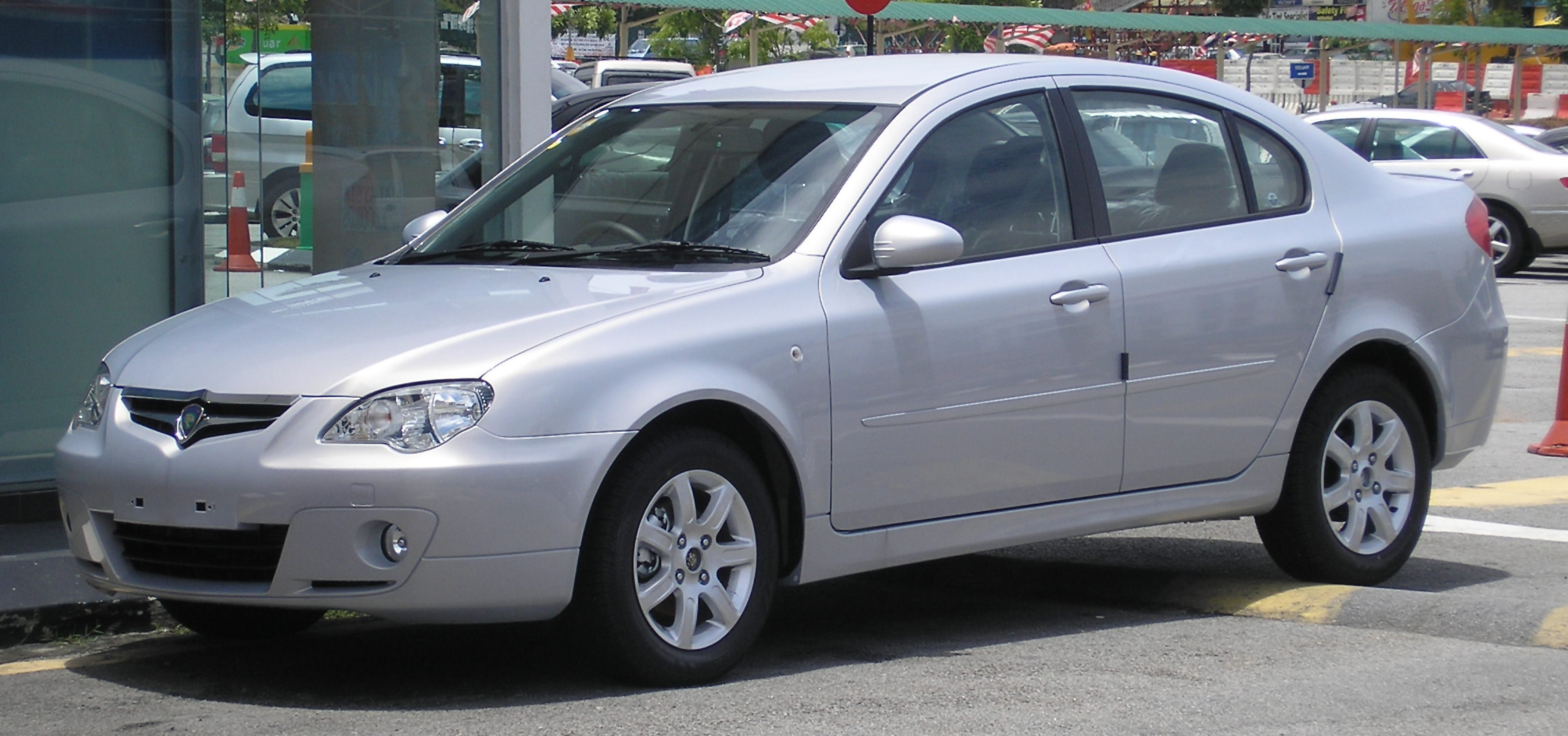
نسل دوم پرسونا
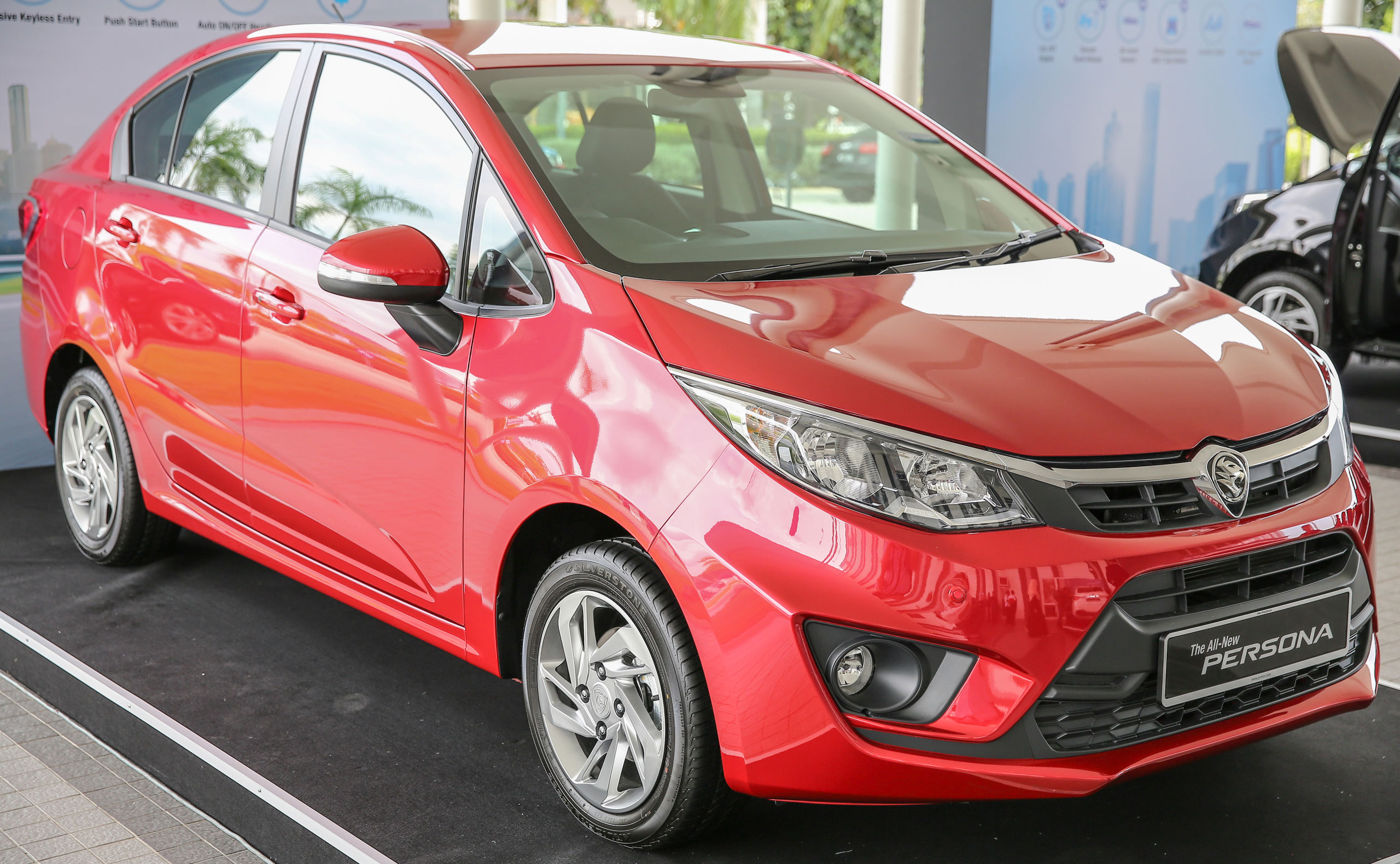
نسل سوم پرسونا

## نسل اول
پروتون در سال ۱۹۹۳ میلادی، مدل ویرا (Wira) را تولید کرد. این خودرو که در ایران نیز عرضه شد، زمانی‌که برای صادرات به بازارهای اروپا، از جمله انگلستان، مراحل برنامه‌ریزی و بازاریابی خود را طی می‌کرد، قرار شد با یک عنوان جدید در آنجا حضور یابد. به همین دلیل پروتون از نام پرسونا برای آن استفاده کرد.

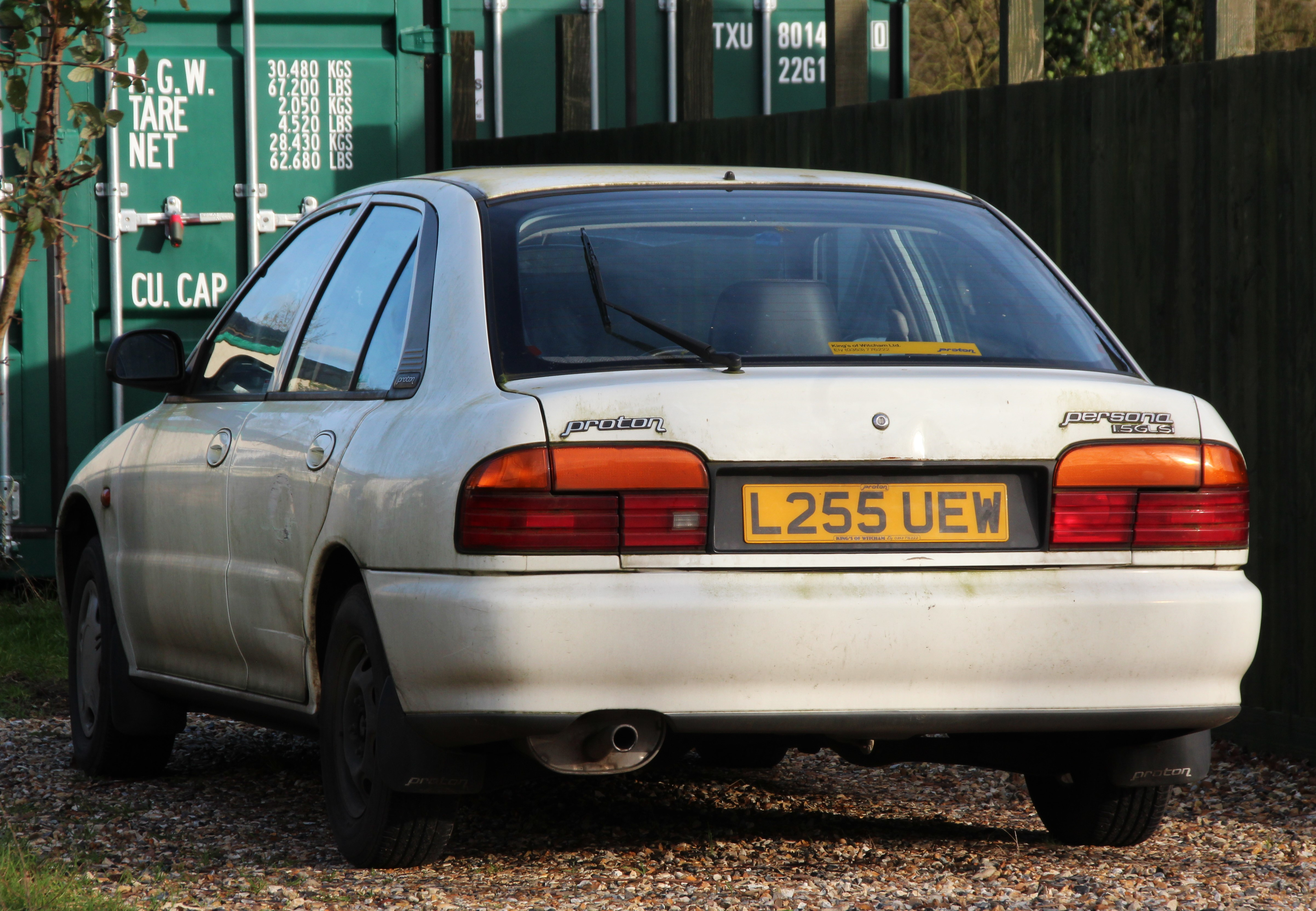
پروتون پرسونا نسل اول
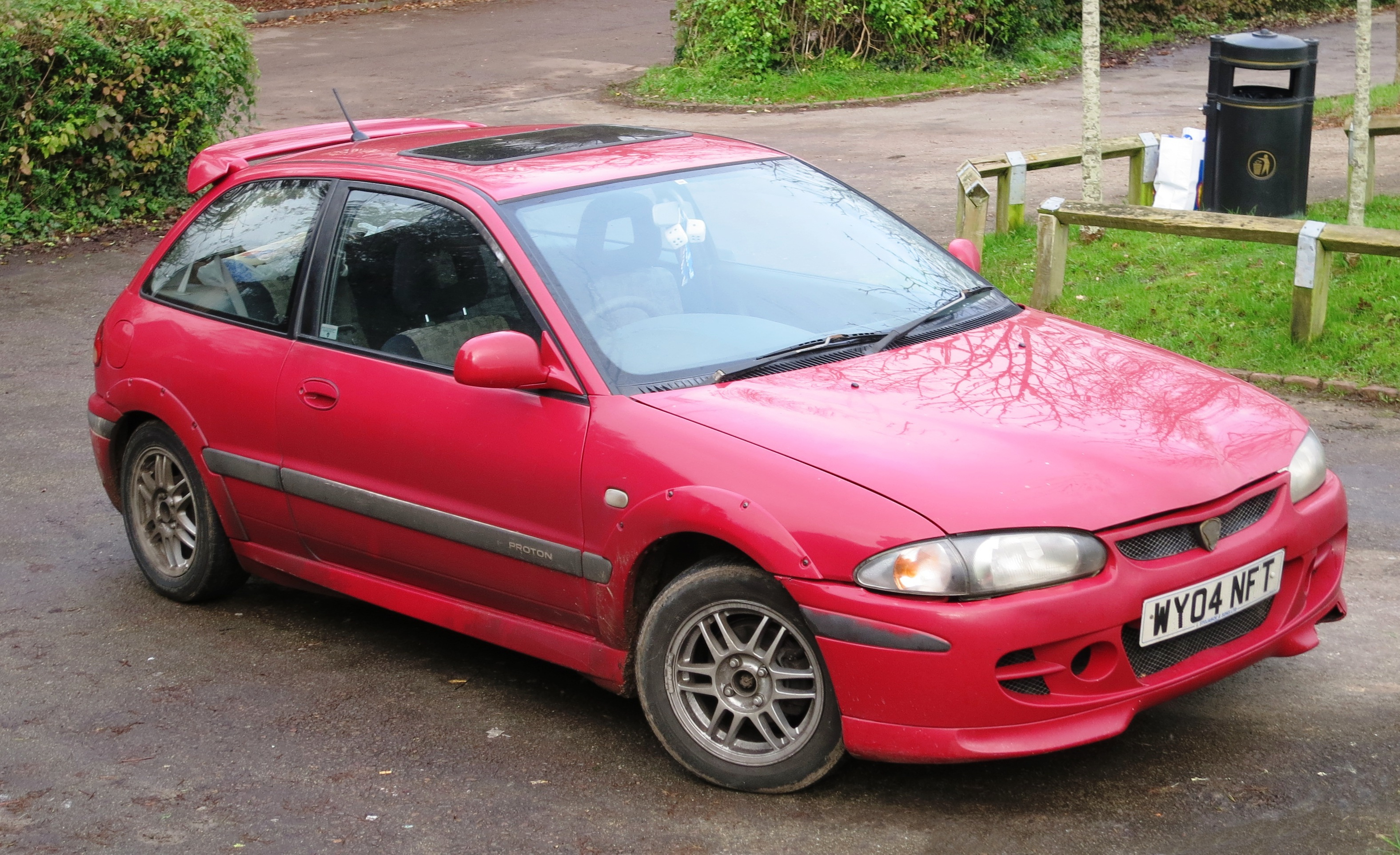
پروتون پرسونا کامپکت
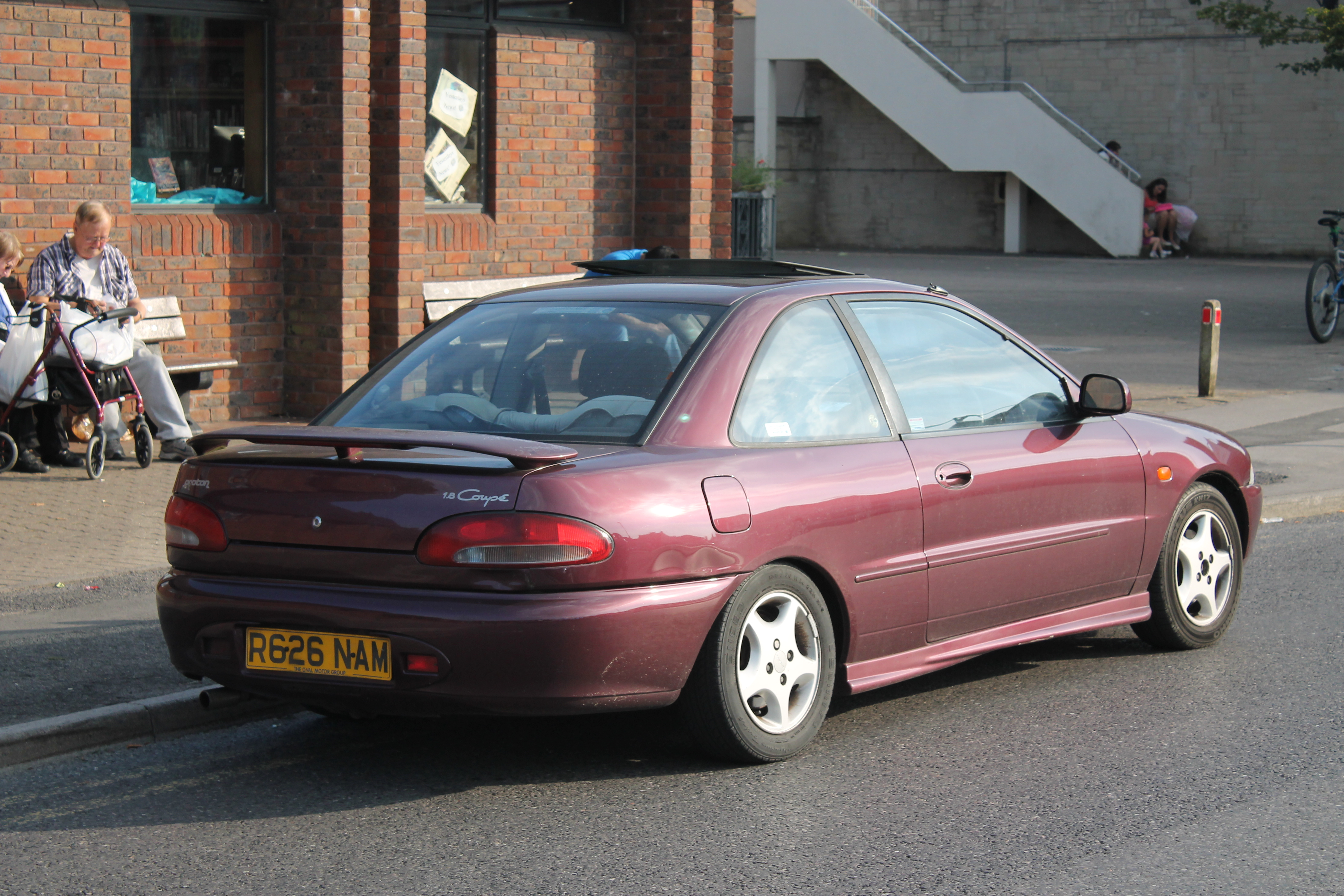
پروتون پرسونا کوپه

## نسل دوم

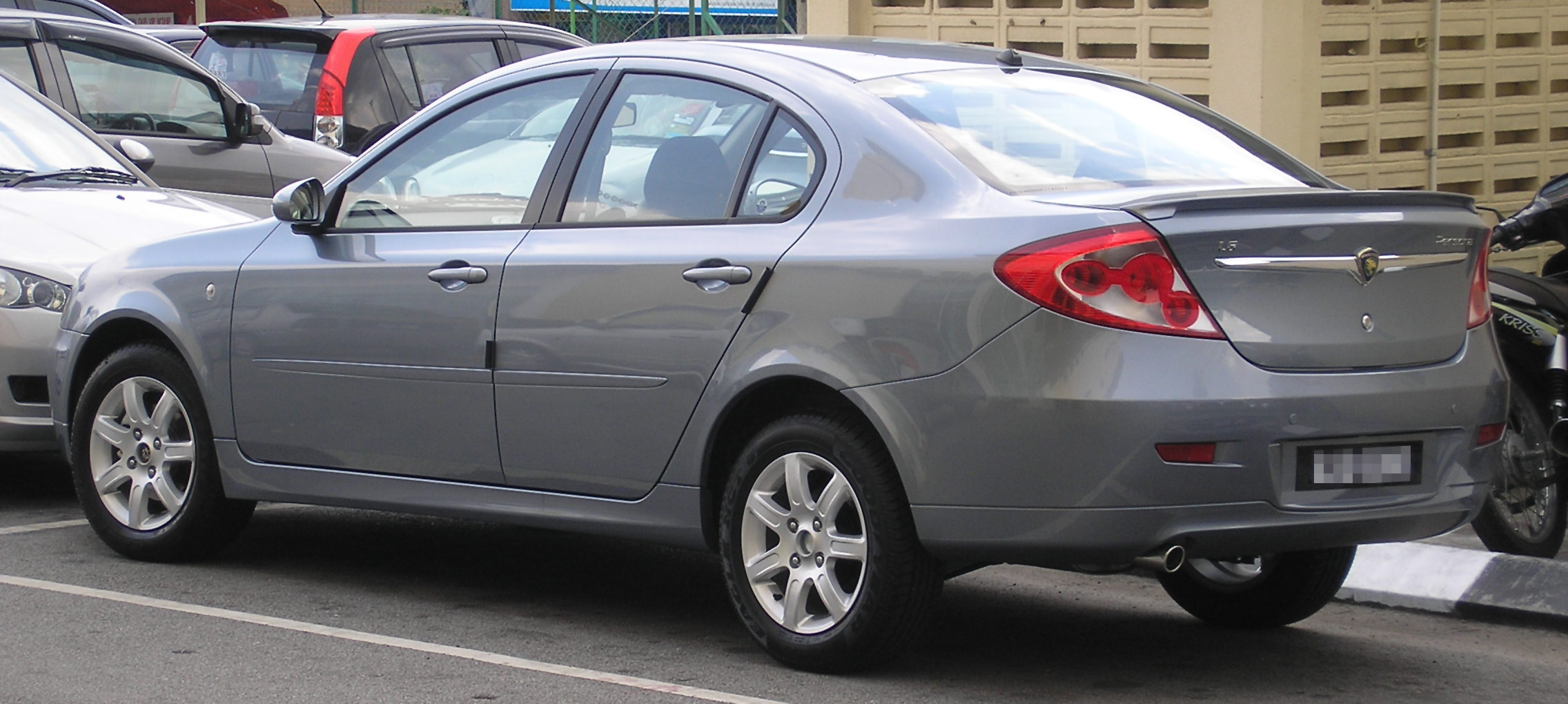
نسل دوم پرسونا نسخه ۲۰۰۷ تا ۲۰۱۰

در سال ۲۰۰۷ میلادی، این شرکت مالزیایی تصمیم گرفت تا هویت تازه‌ای به عنوان پرسونا ببخشد و همین باعث شد تا سری جدیدی با کد محصول CM را معرفی کند.

خودروی جدید از لحاظ ظاهری همان نسخه محبوب جن ۲ (GEN•۲) بود اما با این تفاوت که کمی بزرگتر و کشیده‌تر طراحی شده و به نوعی مدل سدان این هاچ بک تلقی می‌شد.

## نسل سوم
جدیدترین مدل پرسونا، در اوت ۲۰۱۶ و با کد محصول BH رونمایی شد که از لحاظ طراحی کاملاً متفاوت با نسل قبل است. در واقع پرسونا جدید مبتنی بر پلتفرم توسعه یافته مدل آیریز (Iriz) تولید شده و به نوعی مدل بزرگتر این خودرو محسوب می‌شود. این خودرو موفق شده در آزمون تصادفات، ۵ ستاره ایمنی را از مؤسسه آسیایی ASEAN NCAP کسب کند. با این خودرو می‌توان در حالت دستی به شتاب ۱۰٫۹ ثانیه‌ای و در حالت اتوماتیک به ۱۲ ثانیه رسید. در سرعت‌های بالای ۱۰۰ کیلومتر بر ساعت، اگر خودرو سبک باشد و فقط راننده یا سرنشین جلو در آن نشسته باشند، هنگام جابه‌جایی‌ها و در پیچ‌ها، احساس سر خوردن و کم شدن تعادل از قسمت عقب به خوبی حس می‌شود. همچنین در دور موتور بالای ۳ هزار دور دردقیقه، نفوذ صدای بالای موتور به داخل کابین کاملاً محسوس است.